# Koolvlieg
De koolvlieg (Delia radicum) is een vlieg uit de familie van de bloemvliegen (Anthomyiidae). De wetenschappelijke naam van de soort werd als Musca radicum in 1758 gepubliceerd door Carl Linnaeus. De soort komt voor op kruisbloemigen die mosterdolie of mosterdolieglucoside bevatten. De koolvlieg komt van nature voor in Europa.

## Kenmerken
De soort lijkt op de huisvlieg, is 4-7 mm lang en is licht- tot donkergrijs.

## Synoniemen
- Delia brassicae (Bouché, 1833)

## Leefwijze
De larven vreten van de plant en aan de wortels. Hierdoor gaat de plant slap hangen en op de stengelvoet rotten. Jonge koolplanten worden loodkleurig, verwelken en komen los in de grond te staan. Bij de radijs en rammenas worden bruine gangetjes in de knol gevreten. De maden kunnen tot 9 mm lang worden. Er kunnen twee tot drie generaties per jaar voorkomen.
De koolvlieg wordt mogelijk aangetrokken door perssap uit de plant of door het mosterdolieglucoside sinigrine. Ze loopt in het begin op de bladeren heen en weer, wat vermoedelijk belangrijk is voor de chemoreceptoren, die zich op de poten bevinden. Daarna loopt de vlieg langs de stengel naar beneden en legt onderaan de stengel haar eitjes, die ze met wat grond bedekt.

## Levenscyclus
De koolvlieg overleeft de winter als pop in de grond. De pop is vier tot acht mm lang, glad, ellipsvormig en geel tot kastanjebruin van kleur. Als de bodemtemperatuur in het voorjaar op 5 tot 8 cm diepte een temperatuur van ongeveer 15°C heeft bereikt kruipen de vliegen uit de pop. Meestal is dit omstreeks half april. Ze voeden zich met nectar. Drie tot zeven dagen later begint de eiafzetting en die kan drie tot vijf weken (tot eind mei) doorgaan. De eitjes worden aan de voet van de kool-, radijs- of rammenasplant gelegd, soms ook in de bladoksels, zoals bij spruitkool. Een eitje is 1 mm groot en ze worden per stuk of in groepjes van 2 tot 30 afgezet. Elke vlieg kan ongeveer 100 eitjes afzetten. De maden die uit de eitjes komen boren zich al vretend in de wortelhals van de stengel op de grens van bodem en lucht. De made ontwikkelt zich in 15 tot 37 dagen, waarna deze zich gaat verpoppen. Bij de tweede en derde vlucht is de periode van eiafzetting langer (eind juni – begin oktober) en worden er minder eitjes gelegd. De tweede vlucht is van eind juni tot begin juli en de derde vanaf augustus.

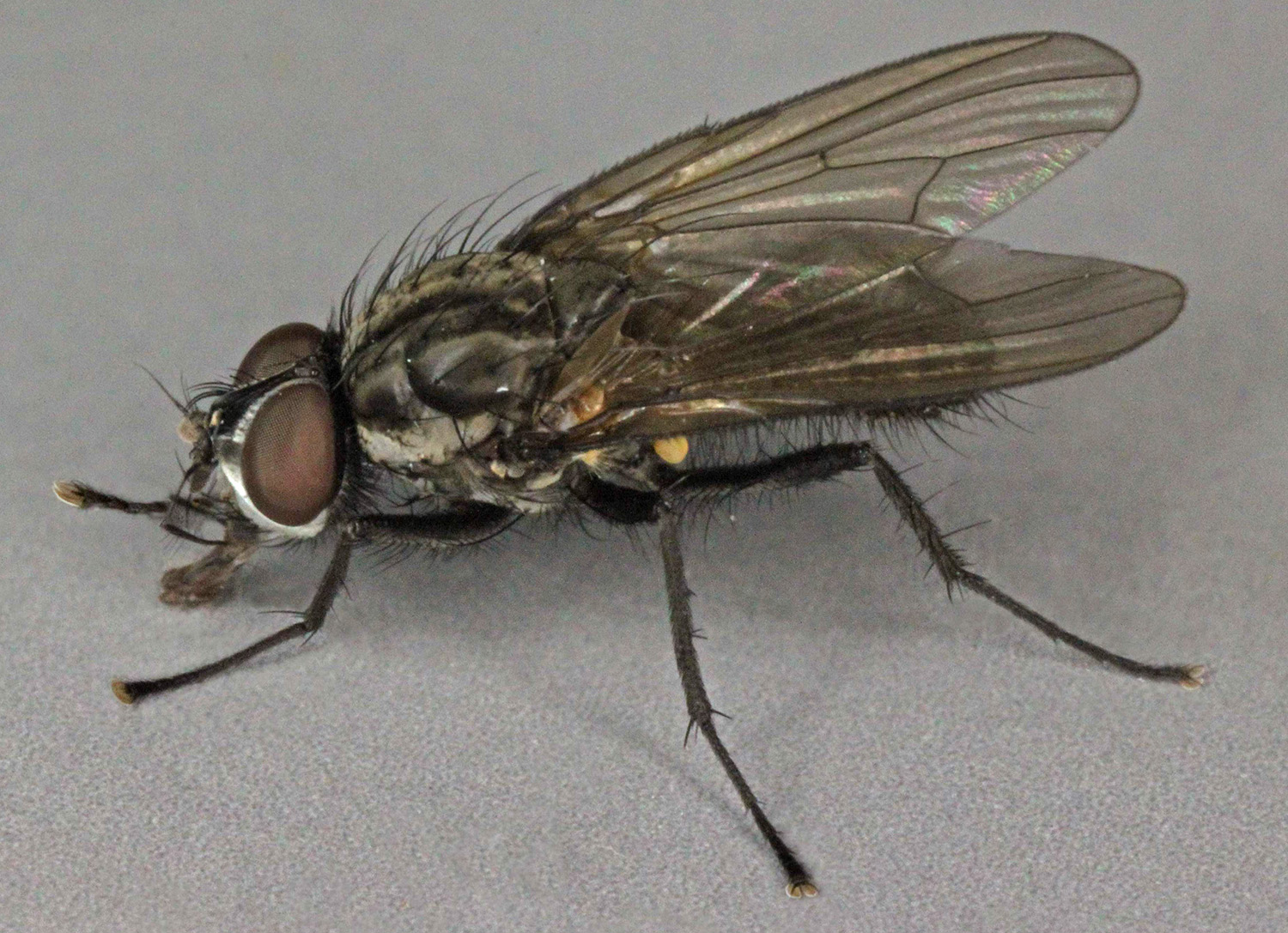
Koolvlieg
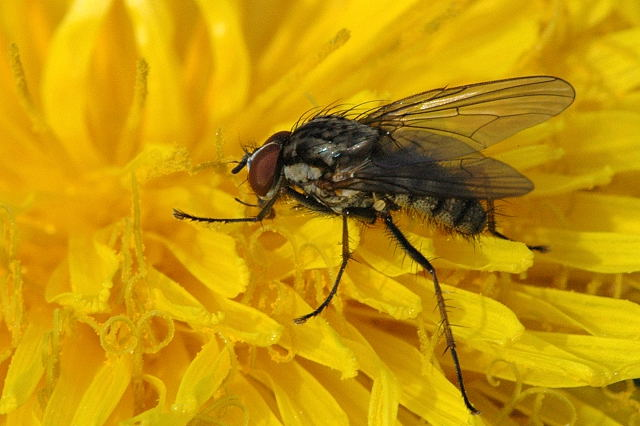
Koolvlieg
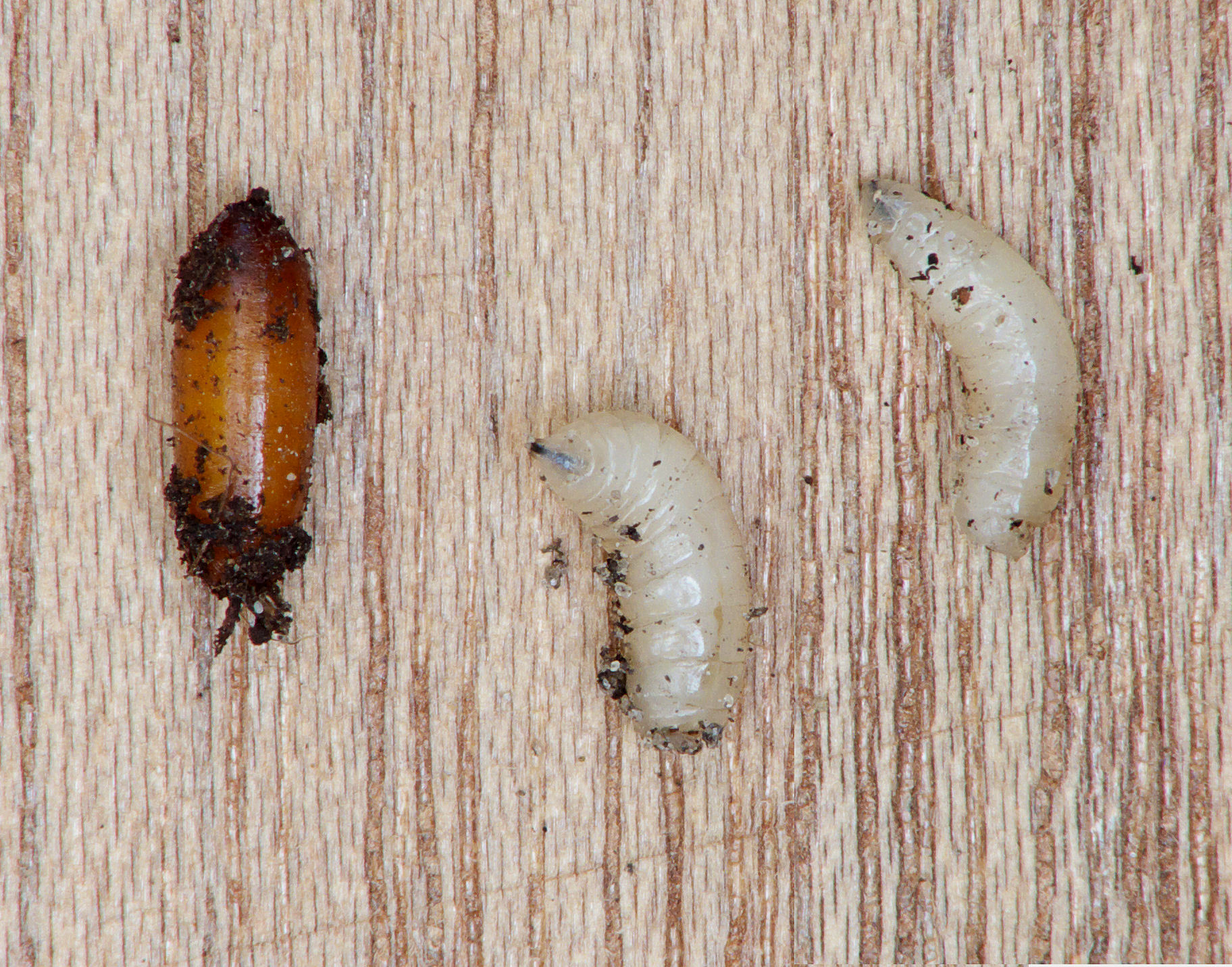
Pop en maden

## Bestrijding
De koolvlieg kan bestreden worden door koolkragen of insectengaas te gebruiken.
Koolkragen zijn te maken door ronde stukken uit oude autobinnenbanden te knippen en op de grond rond de stengel vast te maken. Ook worden wel emmers zonder bodem over de planten gezet.